# الأكيمة (السبرة)

تعديل مصدري - تعديل

الأكيمة هي إحدى قرى عزلة بلادالجماعي بمديرية السبرة التابعة لمحافظة إب، بلغ تعداد سكانها 555 نسمة حسب تعداد اليمن لعام 2004.